# Super Dual Auroral Radar Network

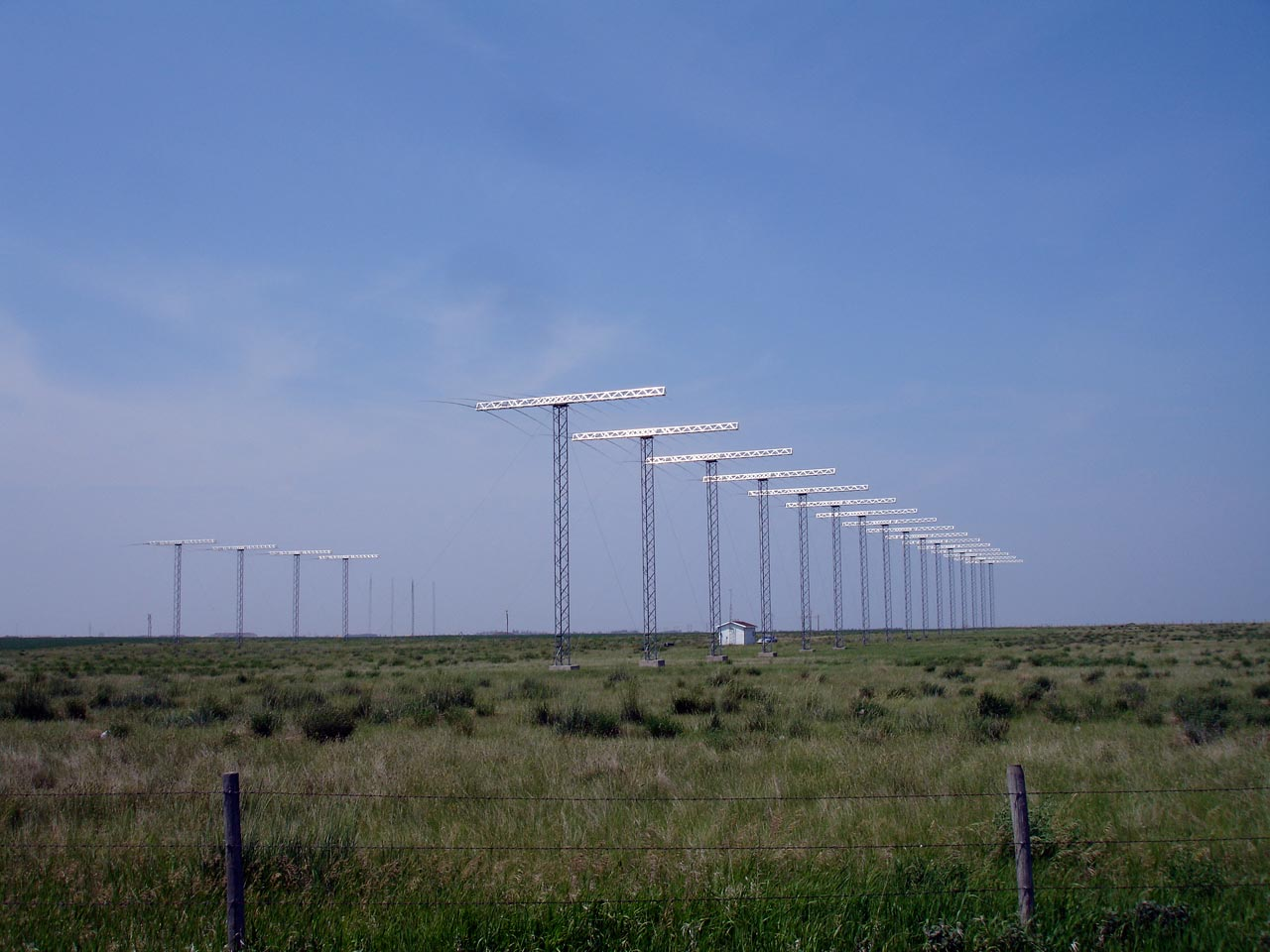
SuperDARN-anläggningen vid Saskatoon i Kanada

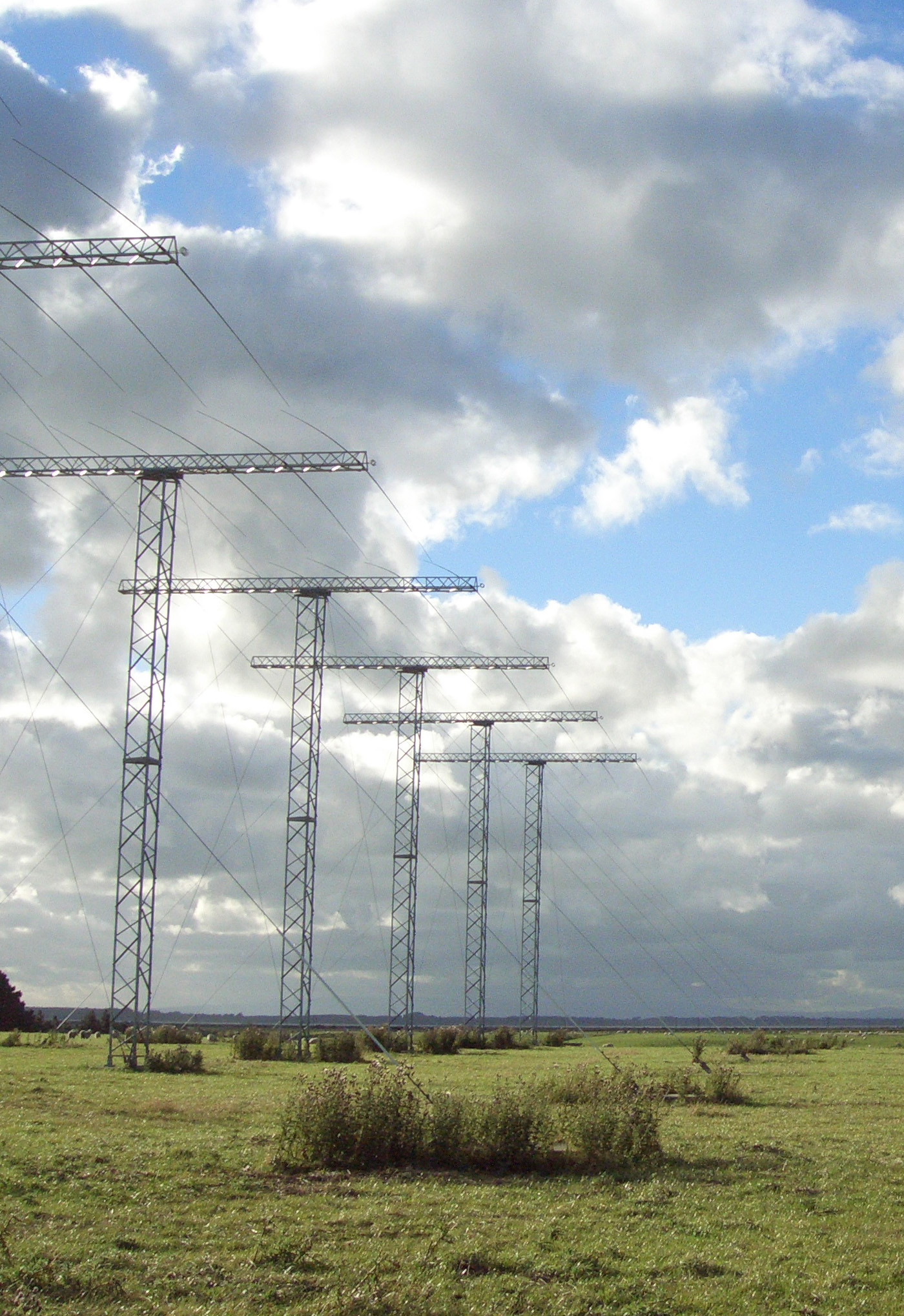
SuperDARN-anläggningen vid Awarua på Sydön i Nya Zeeland

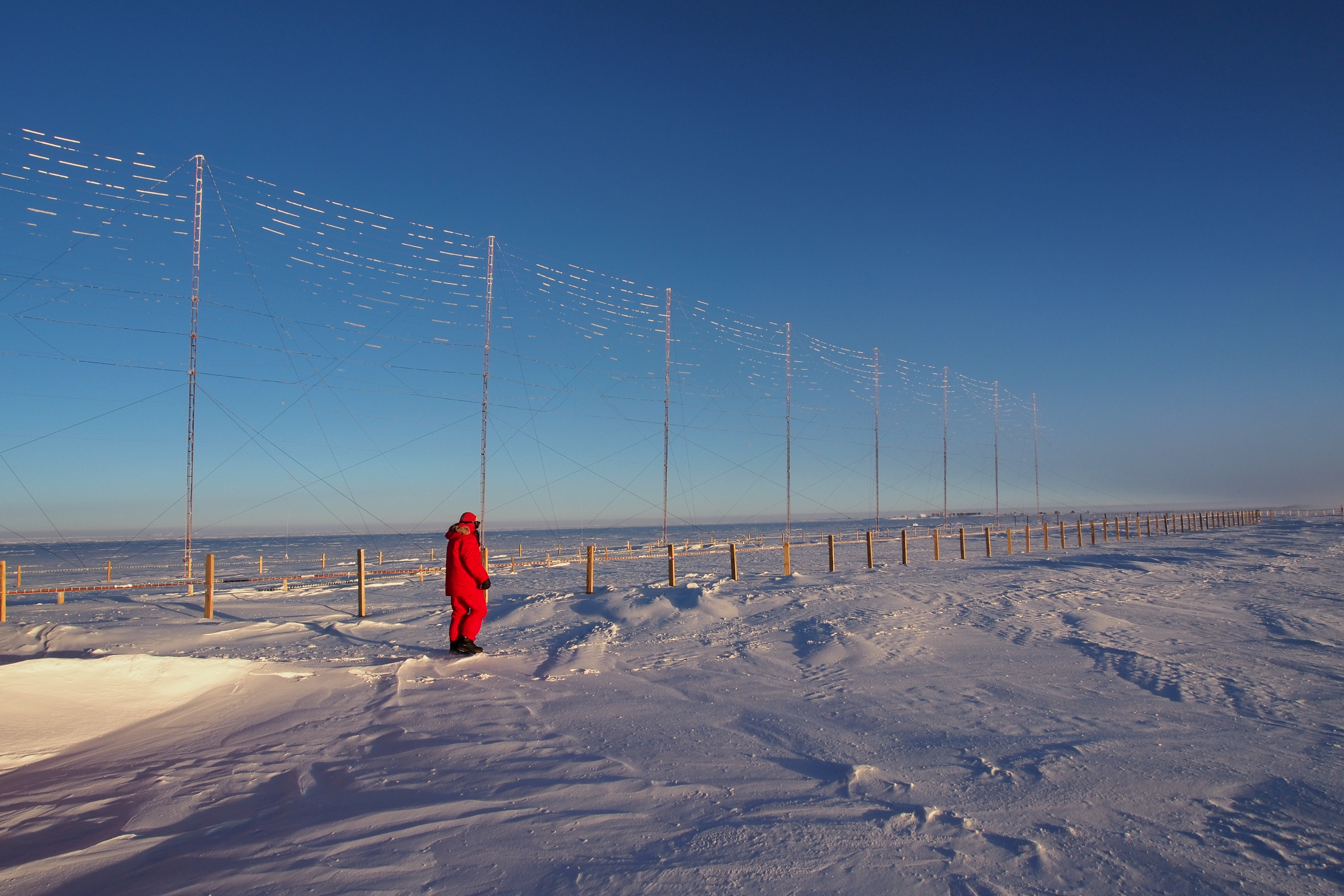
SuperDARN-anläggningen vid forskningsstationen Concordia i Antarktis

Super Dual Auroral Radar Network (SuperDARN) är ett internationellt vetenskapligt radarnätverk med radar som 
arbetar på hög frekvens (HF) för att främst mäta plasma-aktivitet i jonosfären. 
Projektet har sina rötter i experiment som gjordes i Happy Valley-Goose Bay i Labrador i Kanada från 1983 med styrbara högfrekvensradarantenner.
Det finns omkring 35 stationer inom SuperDARN, varav många står i Kanada. Det finns bland annat stationer i Stokkseyri och Þykkvibær i Island, Hankasalmi i Finland samt från 2016 Super Dual Auroral Radar Svalbard utanför Longyearbyen i Svalbard, ovanför Gruve 7 i Adventdalen i närheten av Kjell Henriksen-observatoriet och Eiscat Svalbard Radar. Data överförs till servrar i USA och Storbritannien, där medverkande organisationer är bland andra Virginia Polytechnic Institute and State University och University of Leicester.
Radaranläggningen har som syfte att studera plasma, det vill säga laddade partiklar, i jonosfären. Dessa partiklar har bland annat påverkan på GPS-signaler. En SuperDarn-anläggning består av antenner på en rad 15–18 meter höga master. Radarn mäter hastighet och riktning på sådana partiklar som finns på mellan 200 och 300 kilometers höjd. Partikelströmmarna visar hur mycket energi som överförs från solen till jordens övre atmosfär.